# Adler von Lübeck
Adler von Lübeck (Orzeł z Lubeki), zwany także der Große Adler lub Lübscher Adler – XVI-wieczny galeon należący do  hanzeatyckiego miasta Lubeki. W momencie budowy był największym okrętem w Europie (zapewne też i na świecie), mającym 78,30 m długości całkowitej, trzy pokłady działowe i wyporność w granicach 2000-3000 ton..

## Historia
Adler von Lübeck został zbudowany przez podczas wojny północnej (1563-1570), w której to Hanza na czele z Lubeką w przymierzu z Danią, prowadziły na Bałtyku i Morzu Północnym wojnę przeciwko Szwecji.
Położenie stępki miało miejsce 1565 roku pod kierunkiem szkutnika Sylvestra Francke, dwa lata później statek był gotowy do służby. Jako typ zaliczany jest do galeonów, miał jednak wiele cech wspólnych z wcześniejszą karaką, jak wysokie nadbudówki (dziobową i rufową) oraz pękaty kadłub. Wygląd okrętu i jego dokładne wymiary znane są z zapisów XVII-wiecznego kronikarza Lubeki Petera van der Horst'a, a uzbrojenie okrętu zostało szczegółowo opisane przez w XVI-wiecznej książce Hansa Frese dotyczącej ówczesnej artylerii.
Głównym przeznaczeniem okrętu miała być eskorta konwojów hanzeatyckich statków handlowych, jednak nigdy nie został użyty bojowo, ponieważ w momencie kiedy był gotowy do służby, Hanza rozpoczęła negocjacje pokojowe ze Szwecją. Adler von Lübeck został w 1569 roku okrętem flagowym Lubeki pod dowództwem przyszłego burmistrza tego miasta Johanna Brokesa. Po zawarciu pokoju w Szczecinie (1570), utrzymanie tak wielkiego i kosztownego okrętu wojennego było nieekonomiczne, nawet dla bogatego hanzeatyckiego miasta jakim była XVI-wieczna Lubeka. Adler von Lübeck został przebudowany na frachtowiec do handlu solą z państwami Półwyspu Iberyjskiego.
Mający znaczną ładowność (1250 ton) statek zaczął służbę handlową, paradoksalnie jednak jego wielkość była jednak bardziej wadą niż zaletą. Adler von Lübeck był kosztowny w eksploatacji, jego olbrzymie (jak na możliwości XVI-wiecznych portów) rozmiary, przede wszystkim znaczne zanurzenie, utrudniały rozładunek i załadunek towarów. Ponadto okazało się, że kadłub przecieka. W tej sytuacji, po ocenie szkód, uznano, że lepiej będzie wycofać go ze służby i sprzedać. Miało to miejsce po zawinięciu do Lizbony w roku 1581, gdzie Adler von Lübeck został rozebrany.